# De fem år (skoleudg.)
|  | Sammenskrivningsforslag Artiklerne De fem år, De fem år (skoleudg.) er foreslået sammenskrevet. (Siden august 2017) Diskutér forslaget Kort begrundelse: The same film |

|  | Denne artikel er oprettet af botten Steenthbot ud fra en ekstern database. Den kan derfor have sproglige fejl eller mangler. Denne skabelon kan fjernes efter kontrol af indholdet. |

De fem år [skoleudg.] er en dansk dokumentarfilm fra 1960 instrueret af Theodor Christensen, Per B. Holst, Børge Høst, Sten Jørgensen, Søren Melson og Helge Robbert.

## Handling
En autentisk og dokumentarisk film om Danmarks besættelse, modstandskampen og befrielsen. Takket være modige danske filmfolks indsats lykkedes det her i landet at filme store dele af modstandskampen og de afgørende begivenheder, som prægede årene 1940-45.